# 68. Tony-gála
A 68. Tony-gála a 2013/2014-es szezon legjobb Broadway színházi alakításait értékelte. A díjátadót 2014. június 8-án tartották a New York-i Radio City Music Hallban, a műsor házigazdája Hugh Jackman volt. A ceremóniát a CBS televízióadó közvetítette élőben, a jelöltek listáját Jonathan Groff és Lucy Liu jelentette be 2014. április 29.

## Győztesek és jelöltek
A nyertesek félkövérrel jelölve.
| Legjobb színdarab | Legjobb musical |
| --- | --- |
| - All the Way – Robert Schenkkan - Act One – James Lapine - Casa Valentina – Harvey Fierstein - Mothers and Sons – Terrence McNally - Outside Mullingar – John Patrick Shanley | - A Gentleman's Guide to Love and Murder - After Midnight - Aladdin - Beautiful: The Carole King Musical |
| Legjobb színdarab újra a színpadon | Legjobb musical újra a színpadon |
| - A napfény nem eladó - Alhangya - Üvegfigurák - Vízkereszt, vagy amit akartok | - Hedwig and the Angry Inch - A nyomorultak - Violet |
| Legjobb férfi főszereplő színdarabban | Legjobb női főszereplő színdarabban |
| - Bryan Cranston – All the Way (Lyndon B. Johnson) - Samuel Barnett – Vízkereszt, vagy amit akartok (Viola) - Chris O'Dowd – Egerek és emberek (Lennie Small) - Mark Rylance – III. Richárd (III. Richárd) - Tony Shalhoub – Act One (Idős Moss Hart / Barnett Hart / George S. Kaufman)                          | - Audra McDonald – Lady Day at Emerson's Bar and Grill (Billie Holiday) - Tyne Daly – Mothers and Sons (Katherine Gerard) - LaTanya Richardson Jackson – A napfény nem eladó (Lena Younger) - Cherry Jones – Üvegfigurák (Amanda Wingfield) - Estelle Parsons – The Velocity of Autumn (Alexandra)             |
| Legjobb férfi főszereplő musicalben | Legjobb női főszereplő musicalben |
| - Neil Patrick Harris – Hedwig and the Angry Inch (Hedwig) - Ramin Karimloo – A nyomorultak (Jean Valjean) - Andy Karl – Rocky the Musical (Rocky Balboa) - Jefferson Mays – A Gentleman's Guide to Love and Murder (A D'Ysquith család) - Bryce Pinkham – A Gentleman's Guide to Love and Murder (Monty Navarro) | - Jessie Mueller – Beautiful: The Carole King Musical (Carole King) - Mary Bridget Davies – A Night with Janis Joplin (Janis Joplin) - Sutton Foster – Violet (Violet Karl) - Idina Menzel – If/Then (Elizabeth Vaughn) - Kelli O'Hara – A szív hídjai (Francesca Johnson)                                     |
| Legjobb férfi mellékszereplő színdarabban | Legjobb női mellékszereplő színdarabban |
| - Mark Rylance – Vízkereszt, vagy amit akartok (Olivia) - Reed Birney – Casa Valentina (Charlotte) - Paul Chahidi – Vízkereszt, vagy amit akartok (Maria) - Stephen Fry – Vízkereszt, vagy amit akartok (Malvolio) - Brian J. Smith – Üvegfigurák (Jim O'Connor)                                                  | - Sophie Okonedo – A napfény nem eladó (Ruth Younger) - Sarah Greene – Alhangya (Helen McCormick) - Celia Keenan-Bolger – Üvegfigurák (Laura Wingfield) - Anika Noni Rose – A napfény nem eladó (Beneatha Younger) - Mare Winningham – Casa Valentina (Rita)                                                   |
| Legjobb férfi mellékszereplő musicalben | Legjobb női mellékszereplő musicalben |
| - James Monroe Iglehart – Aladdin (Dzsini) - Danny Burstein – Kabaré (Schultz úr) - Nick Cordero – Lövések a Broadwayn (Cheech) - Joshua Henry – Violet (Flick) - Jarrod Spector – Beautiful: The Carole King Musical (Barry Mann)                                                                                | - Lena Hall – Hedwig and the Angry Inch (Yitzhak) - Linda Emond – Kabaré (Schneider kisasszony) - Anika Larsen – Beautiful: The Carole King Musical (Cynthia Weil) - Adriane Lenox – After Midnight (További szereplők) - Lauren Worsham – A Gentleman's Guide to Love and Murder (Phoebe D'Ysquith)           |
| Legjobb szövegkönyv musicalben | Legjobb eredeti zene |
| - A Gentleman's Guide to Love and Murder – Robert L. Freedman - Aladdin – Chad Beguelin - Beautiful: The Carole King Musical – Douglas McGrath - Lövések a Broadwayn – Woody Allen | - A szív hídjai – Jason Robert Brown (zene és dalszöveg) - Aladdin – Alan Menken (zene), Howard Ashman, Tim Rice, Chad Beguelin (dalszöveg) - A Gentleman's Guide to Love and Murder – Steven Lutvak (zene és dalszöveg), Robert L. Freedman (dalszöveg) - If/Then – Tom Kitt (zene), Brian Yorkey (dalszöveg) |
| Legjobb díszlettervezés színdarabban | Legjobb díszlettervezés musicalben |
| - Beowulf Boritt – Act One - Bob Crowley – Üvegfigurák - Es Devlin – Machinal - Christopher Oram – Alhangya | - Christopher Barreca – Rocky the Musical - Julian Crouch – Hedwig and the Angry Inch - Alexander Dodge – A Gentleman's Guide to Love and Murder - Santo Loquasto – Lövések a Broadwayn |
| Legjobb jelmeztervezés színdarabban | Legjobb jelmeztervezés musicalben |
| - Jenny Tiramani – Vízkereszt, vagy amit akartok - Jane Greenwood – Act One - Michael Krass – Machinal - Rita Ryack – Casa Valentina | - Linda Cho – A Gentleman's Guide to Love and Murder - William Ivey Long – Lövések a Broadwayn - Arianne Phillips – Hedwig and the Angry Inch - Isabel Toledo – After Midnight |
| Legjobb látványtervezés színdarabban | Legjobb látványtervezés musicalben |
| - Natasha Katz – Üvegfigurák - Paule Constable – Alhangya - Jane Cox – Machinal - Japhy Weideman – Egerek és emberek | - Kevin Adams – Hedwig and the Angry Inch - Christopher Akerlind – Rocky the Musical - Howell Binkley – After Midnight - Donald Holder – A szív hídjai |
| Legjobb hangkeverés színdarabban | Legjobb hangkeverés musicalben |
| - Steve Canyon Kennedy – Lady Day at Emerson's Bar and Grill - Alex Baranowski – Alhangya - Dan Moses Schreier – Act One - Matt Tierney – Machinal | - Brian Ronan – Beautiful: The Carole King Musical - Peter Hylenski – After Midnight - Tim O'Heir – Hedwig and the Angry Inch - Mick Potter – A nyomorultak |
| Legjobb színdarabrendező | Legjobb musicalrendező |
| - Kenny Leon – A napfény nem eladó - Tim Carroll – Vízkereszt, vagy amit akartok - Michael Grandage – Alhangya - John Tiffany – Üvegfigurák | - Darko Tresnjak – A Gentleman's Guide to Love and Murder - Warren Carlyle – After Midnight - Michael Mayer – Hedwig and the Angry Inch - Leigh Silverman – Violet |
| Legjobb koreográfia | Legjobb zenekar |
| - Warren Carlyle – After Midnight - Steven Hoggett, Kelly Devine – Rocky the Musical - Casey Nicholaw – Aladdin - Susan Stroman – Lövések a Broadwayn | - Jason Robert Brown – A szív hídjai - Doug Besterman – Lövések a Broadwayn - Steve Sidwell – Beautiful: The Carole King Musical - Jonathan Tunick – A Gentleman's Guide to Love and Murder |

### Különdíjak
- A legjobb körzeti színház: Signature Theatre Company
- Színházi életműdíj: Jane Greenwood
- Isabelle Stevenson-díj: Rosie O’Donnell
- Tiszteletbeli Tony-díj kiválló színházi teljesítményért: Joe Benincasa, Joan Marcus, Charlotte Wilcox

## In Memoriam
A gála "in memoriam" szegmense az alábbi, 2013-ban/2014-ben elhunyt személyekről emlékezett meg:
- Mitch Leigh
- Sarah Marshall
- Sid Caesar
- Sheila MacRae
- Martin Gottfried
- Miller Wright
- James Gandolfini
- Phyllis Frelich
- William Dodds
- Chuck Patterson
- Julie Harris
- Kelly Garrett
- Faith Geer
- Ashton Springer
- Philip Seymour Hoffman
- Jane Connell
- Frank Gero
- Mickey Rooney
- David Rogers
- Shirley Herz
- Clayton Corzatte
- Mitchell Erickson
- Seth Popper
- Regina Resnik
- Leslie Lee
- Eydie Gorme
- Kathleen Raitt
- Michael Filerman
- Martin Gold
- Jacques LeSourd
- Anna Crouse
- Stephen Porter
- Nicholas Martin
- Paul Rogers
- Gene Feist
- Maya Angelou

## Előadott számok
- Hedwig and the Angry Inch ("Sugar Daddy" — Neil Patrick Harris)
- Violet ("On My Way", "Raise You Up" — Sutton Foster)
- Kabaré ("Wilkommen" — Alan Cumming)
- If/Then ("Always Starting Over" — Idina Menzel)
- Aladdin ("Jóbarát" — James Monroe Iglehart, Adam Jacobs)
- A nyomorultak ("Egy nap még" — Ramin Karimloo)
- Beautiful: The Carole King Musical ("Will You Still Love Me Tomorrow", "I Feel The Earth Move" — Jessie Mueller, Carole King)
- A Gentleman's Guide to Love and Murder ("I've Decided to Marry You" — Bryce Pinkham, Lisa O'Hare, Lauren Worsham)
- Lövések a Broadwayn ("T'Aint Nobody's Business")
- Rocky: The Musical ("Eye of the Tiger" — Andy Karl)
- Wicked ("For Good" — Christine Dwyer, Jenni Barber))
- After Midnight (Patti LaBelle, Gladys Knight, Fantasia Barrino)
- The Last Ship (Sting)
- Finding Neverland (Jennifer Hudson)

## Műsorvezetők
A gálán az alábbi műsorvezetők működtek közre:
- Kevin Bacon
- Matthew Bomer
- Wayne Brady
- Zach Braff
- Kenneth Branagh
- Patricia Clarkson
- Bradley Cooper
- Alan Cumming
- Fran Drescher
- Clint Eastwood
- Emilio Estefan
- Gloria Estefan
- Vera Farmiga
- Tony Goldwyn
- Anna Gunn
- Maggie Gyllenhaal
- Ethan Hawke
- Carole King
- Zachary Levi
- Orlando Bloom
- Tina Fey
- Jonathan Groff
- LL Cool J
- Samuel L. Jackson
- Judith Light
- Lucy Liu
- Kate Mara
- Leighton Meester
- Audra McDonald
- Alessandro Nivola
- Zachary Quinto
- Emmy Rossum
- Rosie O’Donnell
- T.I.
- Patrick Wilson

## Fordítás
- Ez a szócikk részben vagy egészben  a(z)   68th Tony Awards című angol Wikipédia-szócikk fordításán alapul.  Az eredeti cikk szerkesztőit annak laptörténete sorolja fel. Ez a jelzés csupán a megfogalmazás eredetét és a szerzői jogokat jelzi, nem szolgál a cikkben szereplő információk forrásmegjelöléseként.